# XForms
Pour le toolkit X11, voir XForms (X11).

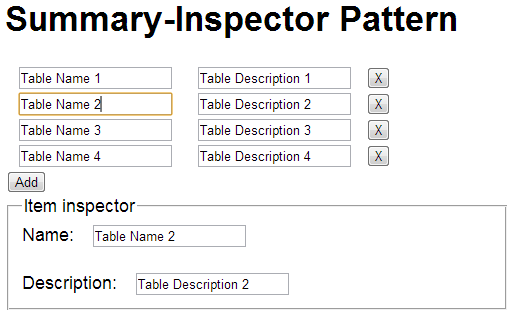
Capture d'écran de l'inspection de résumés XForms

XForms est un dialecte XML servant à créer des formulaires en ligne destinés à être utilisés avec HTML, XHTML, WML ou SVG. C'est une spécification du W3C, cependant elle semble à ce jour être mise de côté, le W3C soutenant plus activement le développement de HTML5, sans toutefois que XForms ne soit totalement abandonné.

## Évolutions par rapport à HTML
Le langage HTML permet de réaliser des formulaires en utilisant la balise form, mais les possibilités offertes ne sont plus suffisantes pour les applications actuelles du web.
De nombreuses techniques ont visé à pallier ces insuffisances en particulier en recourant au JavaScript.
Ce que propose XForms 
- Séparation de la forme, du contenu et de la logique : cela permet d’utiliser le même formulaire dans un navigateur de micro-ordinateur ou sur un téléphone portable.
- Réutilisabilité : le formulaire est indépendant de la page qui le contient.
- Typage fort : XForms emploie un typage fort, ce qui veut dire qu’on peut déterminer finement les données acceptables par le formulaire.
- Internationalisation : l’interface peut exister en plusieurs langues.

## Principes
Un formulaire XForms est divisé en 3 sections :
- Données (XForms Data Model) : les données qui doivent être lues par le formulaire, et qui seront envoyées sous forme de flux XML au serveur (éventuellement SOAP par exemple).
- Interface utilisateur : la manière de présenter le formulaire. Cette partie doit être spécifique pour chaque type de support,
- Traitement : les traitements à effectuer.

Un formulaire XForms s'exprime en XML et s'intègre aussi bien dans une page HTML qu'une page XHTML. L'abandon de XHTML 2 ne remet pas en cause l'utilisation de XForms.

## Implémentations
Dans l'esprit, XForms est prévu pour une implémentation client c'est-à-dire côté navigateur lorsque couplé avec XHTML ou HTML. Cependant, alors qu'une implémentation intégrée et généralisée apparait encore peu probable, des solutions côté serveur ont d'abord vu le jour. Quelques extensions existent aujourd'hui pour certains navigateurs mais seules des solutions sans installations préalables permettront une utilisation grand public de XForms, par exemple : Ubiquity XForms, XSLTForms, betterFORM ou encore Orbeon.